# Coupe de France 2005
Die Coupe de France 2005 war die 14. Austragung der Coupe de France, einer seit der Saison 1992 stattfindenden Serie von französischen Eintagesrennen. Die Fahrerwertung gewann der Belgier Philippe Gilbert vom französischen Team Française des Jeux, das auch die Teamwertung gewann.

## Rennen
| Datum         | Rennen                             | Sieger           | Führender (Fahrerwertung) |
| ------------- | ---------------------------------- | ---------------- | ------------------------- |
| 19. Februar   | Tour du Haut-Var                   | Philippe Gilbert | Philippe Gilbert          |
| 20. Februar   | Classic Haribo                     | Gorik Gardeyn    | Philippe Gilbert          |
| 20. März      | Grand Prix Cholet-Pays de la Loire | Pierrick Fédrigo | Pierrick Fédrigo          |
| 29. März      | Paris–Camembert                    | Laurent Brochard | Laurent Brochard          |
| 1. April      | Route Adélie                       | Daniele Contrini | Lilian Jégou              |
| 3. April      | Grand Prix de Rennes               | Ludovic Turpin   | Ludovic Turpin            |
| 14. April     | Grand Prix de Denain               | Jimmy Casper     | Ludovic Turpin            |
| 17. April     | Tro Bro Leon                       | Tristan Valentin | Ludovic Turpin            |
| 1. Mai        | Trophée des Grimpeurs              | Philippe Gilbert | Philippe Gilbert          |
| 16. Mai       | Grand Prix de Villers-Cotterêts    | Bradley McGee    | Philippe Gilbert          |
| 22. Mai       | Tour de Vendée                     | Jonas Ljungblad  | Philippe Gilbert          |
| 31. Juli      | Polynormande                       | Philippe Gilbert | Philippe Gilbert          |
| 18. September | Grand Prix d’Isbergues             | Niko Eeckhout    | Philippe Gilbert          |
| 6. Oktober    | Paris–Bourges                      | Lars Bak         | Philippe Gilbert          |

## Fahrerwertung
| Position | Fahrer           | Team                            | Punkte |
| -------- | ---------------- | ------------------------------- | ------ |
| 1        | Philippe Gilbert | Française des Jeux              | 162    |
| 2        | Ludovic Turpin   | ag2r Prévoyance                 | 108    |
| 3        | Pierrick Fédrigo | Bouygues Télécom                | 65     |
| 4        | Tristan Valentin | Auber 93                        | 60     |
| 5        | Lilian Jégou     | Française des Jeux              | 58     |
| 6        | John Gadret      | Jartazi-Revor / ag2r Prévoyance | 53     |
| 7        | Samuel Plouhinec | Bretagne-Jean Floc'h            | 51     |
| 8        | Laurent Brochard | Bouygues Télécom                | 50     |
| 9        | Jimmy Casper     | Cofidis                         | 50     |
| 10       | Bradley McGee    | Française des Jeux              | 50     |

## Teamwertung
| Position | Team               | Punkte |
| -------- | ------------------ | ------ |
| 1        | Française des Jeux | 122    |
| 2        | Crédit Agricole    | 81     |
| 3        | Auber 93           | 79     |